# مينا البصل
مينا البصل هي دائرة انتخابية مهمة تقع في حي غرب الإسكندرية وتشمل مناطق الورديان والقباري والمفروزة وكفر عشري ومينا البصل ويوجد بها مبنى ترسانة الإسكندرية التابع لوزارة الدفاع المصرية ومبنى البورصة بالإسكندرية يحدها من الغرب حي العجمي ومن الشرق حي وسط والبحر شمالاً.

## تسمية
يرجع التسمية إلى أن هذه المنطقة كانت تطل على ميناء الإسكندرية الغربي المسؤول عن تصدير البصل والمحاصيل الزراعية في القرن الماضي ولارتباط هذا الحي بالتصنيع والتجارة جعله غني بالأماكن الهامة.

## شياخات
```
يتكون قسم مينا البصل من الأقسام الإدارية التالية :-
```

1-شياخة الورديان: من دوران المكس حتى شارع بن سالم
2-شياخة أم كبيبة: من شارع بن سهلان حتى المينا شارع الملك شاه
3-شياخة المفروزة: من شارع بن سهلان حتى شارع مسجد القباري
4-شياخة طابية صالح: من شارع مسجد القباري بجوار كوبري 27 حتى شارع مسجد أبو العلا
5-شياخة كفر عشري: من شارع التجارة حتى قنال المحمودية (البر القبلي)
6-شياخة قباري شرق: من شارع مسجد القباري من الترام حتى الطريق السريع
7-شياخة قباري غرب: من كوبري التاريخ حتى شارع ناصر الدولة
8-شياخة البورصة: الشون الموجودة بجوار كوبري التاريخ وشارع أساكل الغلال
9-شياخة كوم الشقافة شرق: من شارع باسيليوس وشارع الناصرية حتى شارع عز
10- شياخة كوم الشقافة غرب: من شارع عز وعزبة جورجي حتى شارع قنال المحمودية
11-شياخة العامود: من شارع الخديوي على صف حي غرب حتى شارع باسيليوس
ويبلغ مساحته 15.30 كم2
عدد بيانات المباني الحكومية: 15 مبنى
عدد بيانات المباني الأثرية: 15 مبنى
عدد الميادين الرئيسية: 4 ميادين
عدد الأسواق: 7 أسواق
عدد شوارع الحي: 700 شارع
عدد الأراضي الفضاء: 105
الأملاك الأميرية: 18
الشوارع المسماة من قبل المواطنين: 15